# ویلیام ویندام
ویلیام ویندام (انگلیسی: William Windom؛ ۲۸ سپتامبر ۱۹۲۳ – ۱۶ اوت ۲۰۱۲) یک هنرپیشه اهل ایالات متحده آمریکا بود.
از فیلم‌ها یا برنامه‌های تلویزیونی که وی در آن نقش داشته است می‌توان به کشتن مرغ مقلد، سامرزبای، گرندویو، او یک بچه دارد، حمله زن ۵۰ فوتی، ملفیستو والز، شما او را می‌بینید و طنین یک تابستان اشاره کرد.